# Requeixo
Requeixo est une ancienne paroisse civile portugaise (en portugais : freguesia) de la municipalité d'Aveiro et du district du même nom.
La loi no 11-A/2013 du 28 janvier 2013, portant réorganisation administrative du territoire des freguesias, fusionne Requeixo avec les paroisses voisines de Nossa Senhora de Fátima et Nariz pour former Requeixo, Nossa Senhora de Fátima e Nariz (dont le siège est à Nossa Senhora de Fátima).